# Legiunea Academică (Viena)

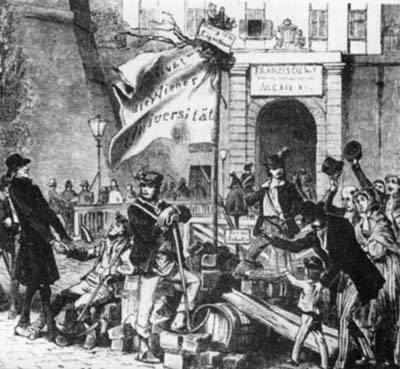
Studenții vienezi au ocupat străzile în 1848.

Legiunea Academică (în germană Akademische Legion) a fost o organizație militară format din studenții din Viena în perioada Revoluției de la 1848. Ea a jucat un rol important în răsturnarea guvernului condus de Klemens Metternich și în grăbirea retragerii sale pe 13 martie 1848. Legiunea a fost dizolvată în octombrie 1848, când autoritățile au zdrobit Rebeliunea de la Viena.

## Istoric
Legiunea, formată în 1848, a fost compusă din aproximativ 6.000 de studenți. Deși studenții erau bine reprezentați în avangarda revoluționară a majorității orașelor afectate de revoluție în acele vremuri, nicăieri nu au avut un rol atât de important și proeminent în mișcarea revoluționară precum în Viena. Studenții au exercitat o influență preponderentă în „comitetul central”, corpul administrativ al revoluționarilor, care era format dintr-un număr egal de studenți și de membri ai miliției cetățenești. Delegații ale orășenilor și țăranilor au venit din toate părțile Austriei pentru a-și prezenta plângerile și petițiile către „Aula”, cartierul central al studenților, care s-a transformat brusc, după opinia mulțimii, într-o autoritate atotputernică.
Atunci când guvernul imperial a fost pe punctul de a promulga o nouă lege de presă, care desființa cenzura, dar conținea încă multe restricții, președintele său, Franz von Pillersdorf, a cerut studenților să-și exprime opinia cu privire la această lege. Pe 15 mai 1848, studenții, în fruntea revoluționarilor, au obligat guvernul să revoce constituția pe care o impusese și să promită convocarea unei adunări constituante care să elaboreze o nouă constituție. Studenții au evitat cu succes diversele încercări ale guvernului de a dizolva organizația lor. Ei au obligat guvernul să fie de acord cu înlăturarea armatei din orașul Viena și cu formarea unui comitet de siguranță publică, care urma să fie format în principal din membrii organizației studențești. O putere atât de independentă și atât de vastă i-a fost încredințată acestui comitet că era egală, în câteva aspecte importante, cu cea a guvernului. Fără consimțământul său, de exemplu, nu putea fi folosită nici o forță militară în oraș. Astfel, s-ar fi putut spune fără prea multă exagerare că, pentru o perioadă de timp, studenții din Viena au guvernat Austria.
În Amintirile sale, Carl Schurz ( om politic și jurnalist american de origine germană) descrie uniformele purtare de reprezentanții Legiunii Academice la Conferința Studenților de la Eisenach din 25 septembrie - 4 octombrie 1848:
„... pălării negre din pâslă cu pene de struț, haine albastre cu butoni negri strălucitori, eșarfe tricolore negru-roșu-auriu, săbii cu mâner din oțel, pantaloni de culoare gri deschis și mantii gri-argintii cu linii stacojii. Arătau ca o trupă de cavaleri vechi.”
În timpul acestei conferințe au început să vină vești cu privire la evenimentele care se petreceau la sfârșitul dominației Legiunii Academice în politica austriacă. Aflând aceste rapoarte, reprezentanții vienezi s-au întors acasă. În această perioadă guvernul imperial trimisese trupe în Ungaria pentru a potoli tulburările de acolo. În replică, revoluționarii vienezi au ieșit pe străzi. Ei l-au linșat pe ministrul austriac de război, contele Theodor Franz Baillet von Latour, și au alungat din oraș trupele guvernamentale conduse de contele Auersperg. Pe 23 octombrie, feldmareșalul austriac Alfred de Windischgrätz a sosit cu un corp mare de întăriri și până pe 31 octombrie rebeliunea a fost înăbușită, iar membrii Legiunii au fugit sau au fost uciși sau capturați.

## Listă de membri
- Matthäus Joseph Aigner
- Hans Balatka
- Adolf Fischhof
- Robert Hamerling
- Friedrich Hassaurek
- Eduard Lasker
- Oswald Ottendorfer (este discutabil dacă Ottendorfer a fost implicat)[5]